# Hecho en América (episodio de Los Soprano)
"Hecho en América" (título original en inglés: "Made in America") es el final de la serie dramática de HBO Los Soprano. Es el episodio 86 de la serie, el noveno episodio de la segunda parte de la sexta temporada del programa y el episodio 21 de la temporada en general. Escrita y dirigida por el creador, productor ejecutivo y showrunner de la serie David Chase, se emitió por primera vez en los Estados Unidos el 10 de junio de 2007.  
"Made in America" es considerado uno de los mejores finales de serie de todos los tiempos. Su escena final recibió elogios y ha generado varios análisis críticos, interpretaciones y teorías de los fanáticos; Chase ha hecho diversos comentarios sobre el final, aunque no ha dado explícitamente una explicación, opinión o declaración sobre el final de la serie. 

## Trama
Tras apartarse de su familia para protegerla, Tony empieza a tramar la venganza contra Phil Leotardo. Ayudado por el FBI, consigue que no se produzcan más bajas entre sus hombres y finalmente, manda asesinar a Phil. Silvio sigue en coma cuando Tony lo visita, mientras que Corrado Jr, totalmente anulado en el geriátrico, ni siquiera es capaz de recordar que él pertenecía a la Cosa Nostra. La serie concluye con una cena de la familia en un restaurante, dónde Tony, tras llegar y poner Don't Stop Believin' de Journey en la máquina de música, ve cómo van entrando los componentes de su familia. AJ promete a sus padres reformarse, bajo la al parecer, atenta mirada de un extraño que pulula el restaurante. El capítulo termina cuando Meadow entra en el restaurante, y un fundido en negro sucede a un primer plano del rostro de Tony mirando hacia la puerta. Es un final abierto donde algunos opinan que es una cena común de la familia, tal vez la última, ya que uno de los hombres de Soprano está filtrando información a la policía, mientras que otros piensan que el hombre solitario de la barra, tras entrar en el servicio, coge un arma para matar a Tony y a su familia, como Michael Corleone en el Padrino, lo que justificaría el fundido en negro.

## Elenco
- James Gandolfini como Tony Soprano.
- Edie Falco como Carmela Soprano.
- Dominic Chianese como Corrado Soprano, Jr.
- Steven Van Zandt como Silvio Dante.
- Tony Sirico como Paulie Gualtieri.
- Robert Iler como A.J. Soprano
- Jamie-Lynn Sigler como Meadow Soprano.
- Aida Turturro como Janice Baccalieri.
- Frank Vincent como Phil Leotardo

## Producción

### Concepción
El showrunner David Chase planeó el final de la serie durante la pausa de 21 meses entre las temporadas 5 y 6; La escena final se filmó tal como Chase lo había imaginado, mientras que el entonces presidente de HBO, Chris Albrecht, sugirió concluir la serie con la sexta temporada. El final no fue pensado como una preparación para una secuela; sin embargo, Chase comentó más tarde: "Puede que llegue un día en el que a todos se nos ocurra algo". Aunque finalmente no se desarrolló una secuela, en 2021 se estrenó una película precuela, The Many Saints of Newark.

### Escritura
Como ocurre con cada episodio de la temporada, Chase y su equipo de redacción desarrollaron la trama de "Made in America"; Para la última temporada, estuvo formado por los productores ejecutivos Terence Winter y Matthew Weiner, y los productores supervisores y el equipo de redacción Diane Frolov y Andrew Schneider. El director de episodios frecuentes, Tim Van Patten, también le brindó a Chase sugerencias para la historia. Después de que se describió la historia del episodio, Chase escribió el primer borrador. Después del aporte del personal, Chase revisó el guion, pero continuó haciendo cambios menores durante el rodaje. "Made in America" es su trigésimo y último crédito oficial de escritura (incluidos los créditos de la historia) para la serie y el noveno como único escritor de un episodio. 
Chase volvió a incluir alusiones a la historia y eventos de la mafia estadounidense de la vida real en el guion de "Made in America". Específicamente, la frase "¡Maldita sea! ¡Vamos a ganar esto!", pronunciada por Dwight Harris después de ser informado de la muerte de Phil Leotardo, es citada por el ex supervisor del FBI Lindley DeVecchio. DeVecchio dijo la frase después de que le dijeran que Lorenzo "Larry" Lampasi había sido asesinado frente a su casa en Brooklyn. Posteriormente, DeVecchio fue acusado de informar a la mafia sobre varias cuentas, lo que luego hace Dwight para Tony Soprano. Chase dijo más tarde que el final se inspiró en parte en El planeta de los simios (1968). 

### Rodaje
"Made in America" fue dirigida por Chase y fotografiada por Alik Sakharov. Los dos desempeñaron las mismas funciones para el episodio piloto , "Los Soprano", que se filmó en 1997. El final de la serie marca la segunda vez que Chase dirige oficialmente un episodio de Los Soprano, aunque como showrunner, supervisaría la dirección de la mayoría de los episodios a lo largo de la producción del programa. "Made in America" marca el crédito número 38 y último de Sajarov como director de fotografía.
La fotografía principal comenzó a finales de febrero y concluyó a finales de marzo de 2007. Las escenas exteriores y ciertas escenas interiores de "Made in America" se filmaron en locaciones del condado de Bergen, Nueva Jersey, y en Brooklyn y Manhattan, Nueva York. Escenas interiores adicionales, incluidas tomas interiores de la residencia Soprano y la trastienda de Bada Bing fueron filmados en un escenario de sonido en Silvercup Studios en Long Island City, Queens, Nueva York. 
La escena final fue filmada en marzo de 2007 en Holsten's Brookdale Confectionery, una heladería y dulces ubicada en Bloomfield, Nueva Jersey. El Ayuntamiento de Bloomfield intentó impedir que HBO filmara en la ciudad porque consideró que la serie era ofensiva para los italoestadounidenses y votó para negarle a la productora un permiso de filmación. Como el ayuntamiento no tenía autoridad para detener el rodaje en la ciudad siempre que el equipo cumpliera con los requisitos establecidos en el código de Bloomfield para equipos de rodaje, se emitió un permiso. 
Para evitar filtraciones del final del episodio o los detalles de la trama, a los guiones entregados a los miembros del equipo se les quitaron las páginas finales o se les dieron finales alternativos. En un ejemplo, la escena final mostraba a Tony rastrillando hojas afuera de su casa, que es una escena que ocurre 10 minutos antes del final del corte final; Chase recibió elogios por este final por parte de quienes editaron el guion. La escena donde Phil Leotardo fue asesinado fue filmada en Morris Plains, Nueva Jersey. 

### Postproducción
"Made in America" fue editado por Sidney Wolinsky, uno de los tres editores del programa, bajo la supervisión de Chase. Chase originalmente quería que la pantalla negra al final del episodio durara "hasta el sonido de HBO", lo que significa que no aparecerían créditos al final del episodio, pero no recibió una exención del Directors Guild of America para hacerlo. 

### Música
En la escena final, "All That You Dream" de Little Feat suena en los parlantes del restaurante, mientras Tony entra al restaurante delante de su familia. La canción "Don't Stop Believin" de Journey suena durante el resto de la escena. Steve Perry inicialmente se negó a autorizar el uso de la canción, temiendo que fuera recordada por ser parte de una secuencia de muerte; Chase prometió lo contrario, y Perry finalmente dio la aprobación final tres días antes de que se emitiera el episodio. Inmediatamente después del episodio, la canción experimentó un aumento en popularidad, y sus ventas en iTunes crecieron un 482%; A su uso en la serie se le atribuye haber revivido la atención generalizada hacia Journey, quien supuestamente sufrió dificultades financieras en la década de 2000. 

## Análisis de la escena final
La escena final de "Made in America" se convirtió en objeto de intensa discusión, controversia y análisis tras su emisión original. El uso de un corte abrupto a negro seguido de varios segundos de silencio llevó a muchos espectadores a creer inicialmente que su cable o DVR se había cortado en un momento crucial. Pronto surgieron interpretaciones opuestas entre los espectadores sobre el destino final del protagonista de la serie Tony Soprano, y algunos creen que fue asesinado mientras que otros creen que permanece vivo. 
Un argumento a favor del primero apunta a una conversación que Tony tuvo en el episodio de estreno de mitad de temporada " Soprano Home Movies " con su cuñado Bobby, en la que Bobby comenta cómo de repente y sin sonido la muerte puede ocurrir en sus vidas como gánsteres: "Probablemente ni siquiera lo escuches cuando sucede, ¿verdad?" Un flashback de esta escena también aparece en los minutos finales de "The Blue Comet", el episodio que precede a "Made in America". Cuando se le preguntó sobre la teoría, el portavoz de HBO, Quentin Schaffer, afirmó que la conversación es una pista "legítima".
Otros espectadores ofrecen interpretaciones opuestas. Se ha sugerido que la escena final retrata eso, mientras que la vida de Tony está llena de miedo y peligro, que podría venir de cualquier parte, y mientras Tony tiene que vigilar constantemente su espalda y estar atento a cualquier problema que surja (mantiene un ojo en el entrada del restaurante), la vida continúa y el espectador simplemente no puede seguir viéndola. Se cree que la letra de la canción de cierre, que aparentemente le dice al espectador "No dejes de creer", respalda esto, mientras que el espacio silencioso de la pantalla negra antes de los créditos está destinado a permitir que las personas imaginen y crean en sus propias continuaciones de la canción de Tony. Se puede afirmar que debido al acuerdo de paz de Tony con la familia Lupertazzi, su aprobación tácita de un golpe a Phil y la visible falta de voluntad de Butchie para continuar las hostilidades, había poca base legítima para esperar un golpe a Tony por parte de los Lupertazzi. y la amenaza para él, aunque siempre presente, no era mayor de lo habitual. 

### Comentarios de David Chase
Chase ha hecho varios comentarios sobre el final, pero ha evitado dar una explicación sobre el significado de la escena final, señalando que su ambigüedad es deliberada. En respuesta a algunos informes de que Chase ha ofrecido una respuesta definitiva al destino final de Tony Soprano, Chase ha emitido desmentidos indicando que esos informes eran incorrectos; Las publicaciones han impreso retractaciones, mientras que Chase reiteró públicamente que el final es ambiguo. 

En su primera entrevista después de la transmisión del final con The Star-Ledger, Chase declaró:
No tengo ningún interés en explicar, defender, reinterpretar o añadir algo a lo que hay. Nadie intentaba ser audaz. Hicimos lo que pensábamos que teníamos que hacer. Nadie intentaba sorprender a la gente ni pensaba: "Guau, esto los enojará". La gente tiene la impresión de que estás intentando joderles y no es cierto. 
Chase también abordó la opinión de que el final abierto fue un insulto para los fanáticos de toda la vida de la serie:
Vi [opiniones] que decían: "Esto fue un gran jodido para la audiencia". ¿Por qué querríamos hacer eso? ¿Por qué entreteneríamos a la gente durante ocho años sólo para señalarles con el dedo ? No tenemos desprecio por la audiencia. [Nosotros] le dimos crédito a la audiencia por tener inteligencia y [una] capacidad de atención. Operamos como si la gente no necesitara que se le diera todo con cuchara: sus instintos, sentimientos y humanidad les dirían lo que está pasando. 
En una entrevista con Brett Martin semanas después de la transmisión original del final, Chase reaccionó a la recepción dividida inicial del final, diciendo:
[El final] decía mucho más que Tony boca abajo en un plato de aros de cebolla con una bala en la cabeza o apoderándose de la mafia de Nueva York. Tony Soprano había sido el alter ego de la gente. Lo observaron alegremente robar, matar, saquear, mentir y hacer trampa. Lo animaron. Y entonces, de repente, quisieron verlo castigado por todo eso. Querían "justicia". Francamente, pensé que era asqueroso.
Chase también respondió a las críticas de que el final no proporcionaba ningún sentido definitivo:
No se trataba de "dejar la puerta abierta". No había nada definitivo sobre lo que sucedió, pero había una tendencia a la vista: una idea definitiva de cómo será el futuro de Tony. [Lo que sea] pasó esa noche o alguna otra noche no importa. 
En una entrevista de abril de 2015 con DGA Quarterly, Chase dijo que los espectadores y críticos analizaron demasiado el final de la serie: 
"El límite que buscaba era "no dejes de creer". Es muy simple y directo. Eso es lo que quería que la gente creyera. Hay vínculos que tenemos que valen mucho y tenemos suerte. haber podido experimentarlos. La vida es corta. O [Tony muere] aquí o en otro momento. Pero a pesar de eso, realmente vale la pena. Así que no dejen de creer".
En una entrevista de enero de 2019 con Alan Sepinwall y Matt Zoller Seitz para su libro The Sopranos Sessions, Chase se refirió sin darse cuenta a "esa escena de la muerte" cuando hablaba del final. Seitz le preguntó a Chase si era consciente de su elección de palabras, a lo que este último, después de una larga pausa, respondió: "Que se jodan chicos". Chase dijo que no quería hacer una "escena de muerte directa" y reveló que imaginó la muerte de Tony al principio de la serie, durante una reunión con Johnny Sack. Sin embargo, Chase aclaró su afirmación, diciendo que no estaba describiendo el borrador final, sino una idea anterior que abandonó. 

## Recepción

### Audiencia
Según Nielsen Ratings, un promedio de 11,9 millones de espectadores vieron "Made in America" en su fecha de estreno en Estados Unidos el domingo 10 de junio de 2007. Esto fue un aumento del 49% con respecto al episodio anterior y los mejores índices de audiencia del programa para ambas partes del programa en su sexta temporada. También fue la mayor audiencia del programa desde el estreno de la quinta temporada. 

### Respuesta crítica

#### Inicial
"Made in America" recibió críticas iniciales principalmente favorables a semifavorables por parte de los críticos, mientras que la recepción inicial de los fanáticos fue mixta a negativa, descrita por un crítico como "una mezcla de admiración e ira". Durante las semanas posteriores a la emisión original del episodio, "Made in America" y su escena final, en particular, se convirtieron en tema de mucha discusión y análisis. En revistas y blogs se presentaron varias interpretaciones y explicaciones nuevas del final, lo que llevó a muchos críticos y fanáticos a revaluar el final. 
Marisa Carroll de PopMatters otorgó a "Made in America" una puntuación de 8 sobre 10 y elogió especialmente la escena final como una de las mejores de la serie. 
Mark Farinella de The Sun Chronicle calificó el episodio como "[un] final perfecto para una serie de televisión perfecta". 
Owen Gleiberman de Entertainment Weekly llamó a "Made in America" "el final perfecto" y escribió sobre la escena final: "En shock por ese corte en negro, la maravillosa forma en que te hizo pasar la escena, una y otra vez, en tu "El ojo de la mente. [sic] En lugar de cerrar la serie, ese apagón hizo que Los Soprano vivieran para siempre". 
Tim Goodman del San Francisco Chronicle caracterizó el final como "[un] final digno del genio de los Soprano" y escribió que " Chase logró, con este final, ser fiel a la realidad [...] al mismo tiempo que se mantuvo alejado de la televisión trillada convenciones." 
Frazier Moore, de Associated Press, calificó el episodio de "brillante" y escribió que "Chase fue fiel a sí mismo". 
Kim Reed de Television Without Pity le dio a "Made in America" la puntuación más alta de A+ y lo elogió por mantenerse fiel al programa. 
Alan Sepinwall de The Star-Ledger calificó el final como "satisfactorio" y escribió que el episodio "encaja perfectamente con todo lo que Chase ha hecho antes en este programa". 

#### Retrospectiva
Las reseñas retrospectivas de "Made in America" han sido muy positivas; El episodio ha sido incluido en varias listas de los mejores finales de series de todos los tiempos. Alan Sepinwall de The Star-Ledger escribió, en un ensayo que analiza el final un año después de su emisión original, que consideró que el episodio fue "brillante". 
En 2009, Arlo J. Wiley de Blogcritics escribió: "al centrarnos en ese último y ambiguo disparo de despedida del creador David Chase, corremos el riesgo de olvidar cuán bellamente estructurada y ejecutada está una hora de televisión 'Made in America'" y clasificó como el octavo mejor final de serie de la historia. 
También en 2009, Stacey Wilson de Film.com nombró a "Made in America" uno de los 10 mejores finales de serie de todos los tiempos y escribió: "Crudo, grosero y sin tiempo para tonterías emocionales, este final fue un final delicioso para un programa que Me deleitaba con la fealdad de la humanidad." 
TV Guide incluyó "Made in America" en su artículo "Los mejores finales de televisión de todos los tiempos" y escribió: "¿Qué hay que decir sobre este final que no se haya dicho ya? El tan esperado cerrador hizo que todos esperaran para ver si Tony finalmente estaba "Iremos de un loco a otro. En su lugar, obtuvieron Journey, un plato grasiento de aros de cebolla y una pantalla negra. Pero el hecho de que todavía estemos hablando de ello demuestra, para bien o para mal, que el episodio hizo su trabajo". 
En 2011, el final ocupó el puesto número 2 en el especial de TV's Most Unforgettable Finales de TV Guide Network.

### Premios
En 2007, "Made in America" ganó un premio Emmy en la categoría de Mejor Guion para una Serie Dramática en la 59.ª edición de los Primetime Emmy Awards. Fue la única categoría en la que fue nominado el episodio. Esta es la tercera y última vez que el creador y productor ejecutivo de la serie, David Chase, ganó el premio por su escritura de la serie. 
En 2008, Chase fue nominado para un premio del Directors Guild of America en la categoría de Serie Dramática (Noche), pero perdió ante el también director de Los Soprano, Alan Taylor, quien ganó por dirigir el episodio piloto de Mad Men, una serie creada por el ex escritor de Los Soprano, Matthew Weiner. 
También en 2008, el editor Sidney Wolinsky ganó el premio Eddie de los editores de cine estadounidenses en la categoría de serie de una hora mejor editada para televisión no comercial. 